# Pomnik Grzegorza z Sanoka w Sanoku
Pomnik Grzegorza z Sanoka w Sanoku – monument upamiętniający Grzegorza z Sanoka w Sanoku.

## Pomnik z 1986
Spiżowy pomnik na kamiennym cokole znajduje się przed budynkiem przy ulicy Teofila Lenartowicza 2 u zbiegu z ulicą Jana III Sobieskiego. Pierwotnie budynek należał do Wilhelma Szomka. Obecnie mieści się w nim Miejska Biblioteka Publiczna im. Grzegorza z Sanoka w Sanoku.
Inicjatorem budowy pomnika był Władysław Harajda, ówczesny dyrektor biblioteki. Pomnik powstał według projektu Mariana Koniecznego, który w 1985 wykonał gipsowy odlew pomnika. Pomnik został wykonany przez przedsiębiorstwo GZUT z Gliwic w 1985. Został odsłonięty 27 kwietnia 1986 podczas „Dni Sanoka '86”.
Przedstawia Grzegorza z Sanoka w pozycji stojącej, z prawą ręką uniesioną i rozłożoną jej dłonią oraz z lewą dłonią trzymającą otwartą księgę. W księdze widoczna treść-cytat Grzegorza z Sanoka: "Trzeba żyć w taki sposób, żeby swoją działalnością, pracą, twórczością być użytecznym dla innych. Losy kraju i świata nie zależą od sił nadprzyrodzonych, ale od samych ludzi". Wysokość pomnika wraz z dwumetrowym cokołem wynosi łącznie 5 m i 54 cm.
Zarys pomnika został uwieczniony na wybitym w 1986 medal upamiętniającym Grzegorza z Sanoka, zaprojektowanym przez Czesława Dźwigaja.
W lipcu 1994 pomnik i jego otoczenie zostały odnowione. W sierpniu 2004 wykonano renowację pomnika, podczas której odnowiono patynę pokrywającą statuę i postument wykonany z piaskowca.

## Idea pomnika z 1904
W maju 1904 sanocki lekarz dr Karol Zaleski wysunął propozycję ufundowania pomnika Grzegorza z Sanoka na Placu Panny Marii, gdzie planowano utworzenie ulicy Grzegorza z Sanoka. W późniejszym czasie Towarzystwo Upiększania miasta Sanoka zbierało fundusze na budowę pomnika.